# مسعودي (دار خوين)
مسعودي (بالفارسية: مسعودی) هي منطقة سكنية تقع في إيران في قسم دار خوين الريفي. يقدر عدد سكانها بـ 41 نسمة بحسب إحصاء 2016.